# انجلا تریمبر
اَنجلا تریمبر (انگلیسی: Angela Trimbur؛ زادهٔ ۱۹ ژوئیهٔ ۱۹۸۱) بازیگر اهل ایالات متحده آمریکا است. وی از سال ۲۰۰۳ میلادی تاکنون مشغول فعالیت بوده‌است. با آنکه او در خانواده‌ای معتق به شاهدان یهوه بزرگ شدُ اما به هیچ دینی اعتقاد ندارد.
از فیلم‌ها یا برنامه‌های تلویزیونی که وی در آن نقش داشته‌است می‌توان به دختران نهایی، هانا مونتانا، دختر جدید، پادشاهان تابستان، هالووین ۲، اجتماع، کالیفرنیکیشن، چرخش، خانم مسابقه، مشت‌زدن به هنری، دختر اسبی و دره سیلیکون اشاره کرد.